# Dingsleben
Dingsleben est une commune allemande de l'arrondissement de Hildburghausen, Land de Thuringe.

## Géographie
Dingsleben se situe au pied des Gleichberge.
| Grabfeld | Sankt Bernhard | Reurieth |
|          | Dingsleben     |          |
|          | Römhild        |          |

## Histoire
Dingsleben est mentionné pour la première fois en 799, quand l'abbesse Emhild de Milz donne ses biens à l'abbaye de Fulda.
Au moment de la révolution de mars 1848, les troupes du Royaume de Bavière occupent la Strafbayern.
Le matin du 8 avril 1945, les habitants et les travailleurs forcés de Pologne et de Russie démolissent les dents de dragon afin de permettre le passage de l'armée américaine.

## Personnalités liées à la commune
- Alfred Kirchner (de) (1887-date de décès inconnu), homme politique nazi.

## Source, notes et références
- (de) Cet article est partiellement ou en totalité issu de l’article de Wikipédia en allemand intitulé « Dingsleben » (voir la liste des auteurs).